# Joyce Jonathan

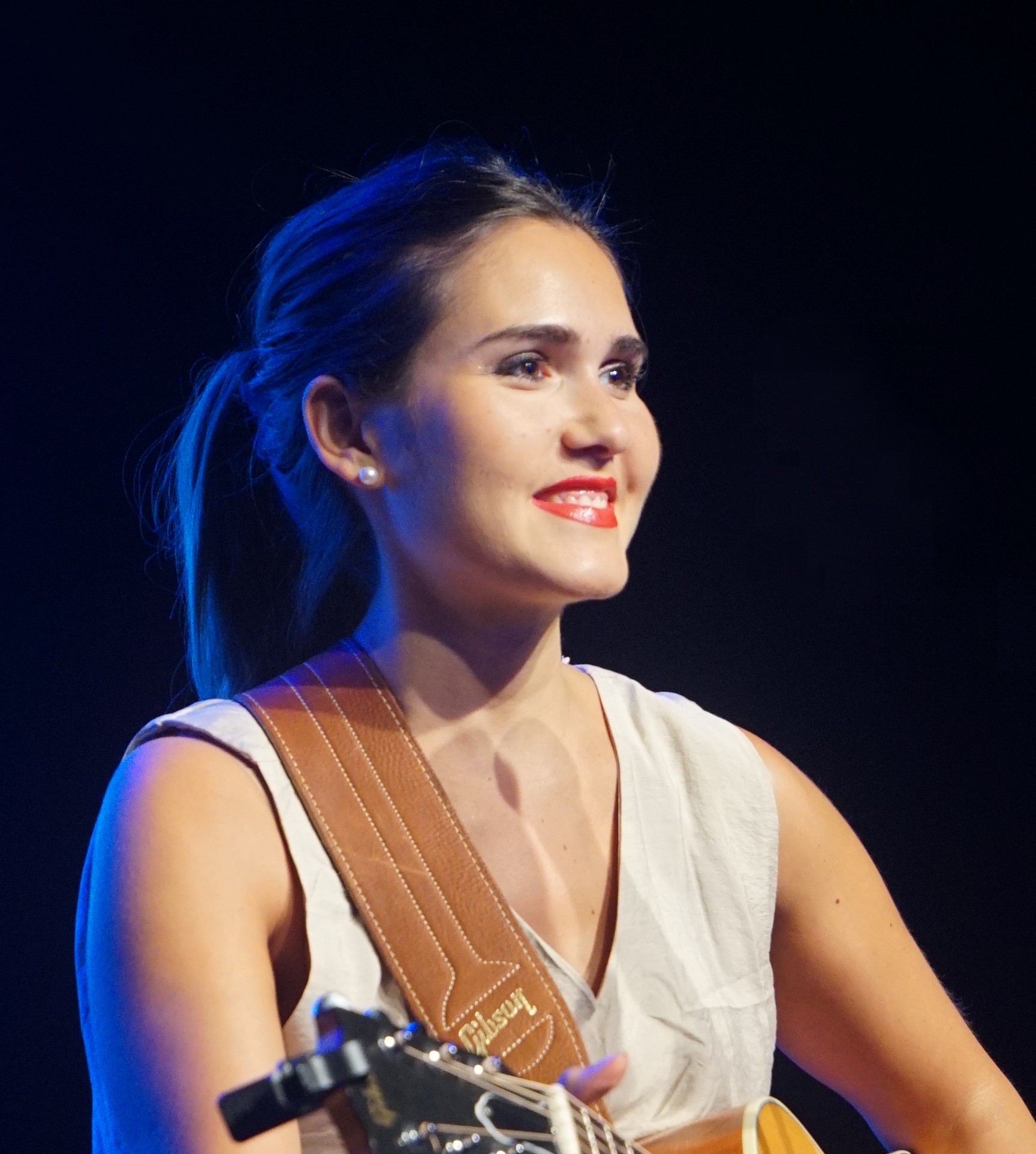
Joyce Jonathan (2016)

Joyce Jonathan (geboren am 3. November 1989) ist eine französische Sängerin und Songschreiberin.
Ihr erstes Album Sur mes gardes wurde im Mai 2010, nur fünf Monate nach seiner Veröffentlichung, mit Gold ausgezeichnet und erhielt weniger als ein Jahr später Platin. Am 23. Januar 2011 erhielt sie den NRJ Music Awards für den frankophonen Durchbruch des Jahres.

## Kindheit und Jugendalter
Joyce wurde in Levallois-Perret als jüngstes Kind einer Familie mit drei Kindern geboren. Ihre Mutter ist Leiterin eines Reisebüros und ihr Vater ist Architekt. Sie besuchte die École alsacienne in Paris und studierte Psychologie.
Im Alter von sieben Jahren erlernte sie das Klavierspiel und begann, heimlich ihre ersten Lieder zu komponieren. Sie verfolgte ihre musikalischen Interessen mit Gesangs- und Klavierunterricht und wurde von Künstlern wie Teri Moses und Tracy Chapman beeinflusst.
Im Alter von 16 Jahren stellte Joyce Jonathan drei ihrer Kompositionen auf die Website MySpace und warb bei Michael Goldman, dem Mitbegründer des neuen Labels My Major Company, für sie.
Im Dezember 2007, im Alter von 18 Jahren, wurde Joyce Jonathan auf der Website des Labels My Major Company vorgestellt. Am 13. Mai 2008 stellten 486 Internet-Unterstützer die 70.000 Euro zur Verfügung, die für den Beginn der Produktion ihres Albums benötigt wurden. Sechs Monate nach der Veröffentlichung des Albums hatten die Web-Produzenten von Joyce Jonathan ihre Investition bereits zurückerhalten.

## Musikalische Karriere
Mit Hilfe des Internets begann Jonathan 2008 mit den Aufnahmen ihres ersten Albums, unterstützt von Louis Bertignac (Gitarrist der Band Téléphone). Angeblich beeindruckt von dem Talent und der Stimme der jungen Künstlerin, erklärte er sich bereit, ihr beim Arrangement ihrer Lieder zu helfen und arbeitete ein Jahr lang mit ihr in seinem Studio zusammen. Joyce nahm auch ein Duett mit Tété auf, Sur mes gardes.
Ihre beiden Singles Je ne sais pas und Pas besoin de toi waren Teil ihres ersten Albums Sur mes gardes, das im Januar 2010 erschien und nach nur fünf Monaten Goldstatus erhielt. Im August belegte das Album den ersten Platz bei den Verkäufen von Alben zum Herunterladen.
Im Jahr 2011 gewann sie bei den NRJ Music Awards 2011 in der Kategorie Francophone Breakthrough of the Year. Sie hat gerade den Song Mystères mit Petula Clark aufgenommen.
Ihr zweites Album, Caractère, wurde im Juni 2013 veröffentlicht und enthält die Single Ça ira. Sie wurde bei den NRJ Music Awards für die beste Sängerin und den besten Song nominiert.
Joyce Jonathan veröffentlichte ihr Lied Le Bonheur im September 2015. Es ist die erste Single aus ihrem dritten Album, Une place pour moi, das am 5. Februar 2016 veröffentlicht wurde.
Am 4. Mai 2018 veröffentlichte Joyce Jonathan ihre Single On, die auch ein Track auf ihrem gleichnamigen Album ist, das im Oktober 2018 erschien.
Im Mai 2021 begann Jonathan mit der Veröffentlichung von Singles im Vorgriff auf ihr sechstes Studioalbum Les p'tites jolies choses. Das komplette Album wurde am 25. März 2022 veröffentlicht und besteht aus zwei Teilen. Der erste Teil „A“ besteht aus 12 Liedern im Pop-Stil, darunter der Titelsong und andere wie À la vie comme à la mort mit Jason Mraz. Teil „B“, der ebenfalls den Titel Toi et moi trägt, enthält sechs Songs mit Jazz-Einflüssen und wurde in Zusammenarbeit mit Ibrahim Maalouf geschrieben und koproduziert.

## Privatleben
Jonathan brachte ihr erstes Kind, eine Tochter namens Ghjulia, am 2. November 2020 zur Welt. Die Identität des Vaters, der ursprünglich aus Korsika stamme, hat sie jedoch noch nicht preisgegeben.

## Diskografie

### Alben
| Jahr | Titel                     | Höchstplatzierung, Gesamtwochen, AuszeichnungChartplatzierungen (Jahr, Titel, Platzierungen, Wochen, Auszeichnungen, Anmerkungen) | Höchstplatzierung, Gesamtwochen, AuszeichnungChartplatzierungen (Jahr, Titel, Platzierungen, Wochen, Auszeichnungen, Anmerkungen) | Höchstplatzierung, Gesamtwochen, AuszeichnungChartplatzierungen (Jahr, Titel, Platzierungen, Wochen, Auszeichnungen, Anmerkungen) | Anmerkungen                           |
| Jahr | Titel                     | FR | BEW | CH | Anmerkungen                           |
| ---- | ------------------------- | --- | --- | --- | ------------------------------------- |
| 2010 | Sur mes gardes            | FR17 (88 Wo.)FR | BEW43 (28 Wo.)BEW | — | Erstveröffentlichung: 15. Januar 2010 |
| 2013 | Caractère                 | FR16 Gold · (58 Wo.)FR | BEW29 (23 Wo.)BEW | — | Erstveröffentlichung: 10. Juni 2013   |
| 2016 | Une place pour moi        | FR24 Gold · (32 Wo.)FR | BEW41 (26 Wo.)BEW | CH66 (1 Wo.)CH | Erstveröffentlichung: 5. Februar 2016 |
| 2018 | On                        | FR51 (6 Wo.)FR | BEW183 (2 Wo.)BEW | — | Erstveröffentlichung: 5. Oktober 2018 |
| 2022 | Les p’tites jolies choses | FR48 (3 Wo.)FR | BEW57 (1 Wo.)BEW | — | Erstveröffentlichung: 25. März 2022   |

### Singles
| Jahr | Titel Album                                 | Höchstplatzierung, Gesamtwochen, AuszeichnungChartplatzierungen (Jahr, Titel, Album, Platzierungen, Wochen, Auszeichnungen, Anmerkungen) | Höchstplatzierung, Gesamtwochen, AuszeichnungChartplatzierungen (Jahr, Titel, Album, Platzierungen, Wochen, Auszeichnungen, Anmerkungen) | Höchstplatzierung, Gesamtwochen, AuszeichnungChartplatzierungen (Jahr, Titel, Album, Platzierungen, Wochen, Auszeichnungen, Anmerkungen) | Anmerkungen                                     |
| Jahr | Titel Album                                 | FR | BEW | CH | Anmerkungen                                     |
| --- | ------------------------------------------- | --- | --- | --- | ----------------------------------------------- |
| 2010 | Je ne sais pas Sur mes gardes               | FR65 (5 Wo.)FR | — | — | Erstveröffentlichung: 1. Februar 2010           |
| 2010 | Pas besoin de toi Sur mes gardes            | FR100 (1 Wo.)FR | — | — | Erstveröffentlichung: 15. März 2010             |
| 2013 | Ça ira Caractère                            | FR16 (50 Wo.)FR | BEW25 (14 Wo.)BEW | — | Erstveröffentlichung: 1. Februar 2013           |
| 2013 | Caractère                                   | FR183 (2 Wo.)FR | — | — | Erstveröffentlichung: 23. September 2013        |
| 2014 | T’en va pas Caractère (Nouvelle édition)    | FR68 (6 Wo.)FR | — | — | Erstveröffentlichung: 2014                      |
| 2015 | Le bonheur Une place pour moi               | FR98 (7 Wo.)FR | — | — | Erstveröffentlichung: 18. September 2015        |
| 2016 | Les filles d’aujourd’hui Une place pour moi | FR46 Platin · (38 Wo.)FR | — | — | Erstveröffentlichung: 27. Juni 2016 mit Vianney |
| Folgende Lieder erschienen nicht als Single, wurden aber durch das Album zum Download und Streaming bereitgestellt und konnten somit eine Platzierung erlangen: |                                             | | | |                                                 |
| |                                             | | | |                                                 |
| 2013 | Ce rêve bleu We Love Disney (Kompilation)   | FR110 (2 Wo.)FR | — | — | mit Olympe                                      |